# Đỗ Mạnh Bổng
Đỗ Mạnh Bổng (sinh năm 1969) là kiểm sát viên cao cấp Việt Nam. Ông hiện là Viện trưởng Viện kiểm sát nhân dân Thành phố Hồ Chí Minh. Ông nguyên là Vụ trưởng Vụ thực hành quyền công tố và kiểm sát điều tra án kinh tế (Vụ 3) Viện kiểm sát nhân dân tối cao Việt Nam, Kiểm sát viên Viện kiểm sát nhân dân tối cao.

## Tiểu sử
Năm 2005, Đỗ Mạnh Bổng là kiểm sát viên Hà Nội.
Năm 2012, Đỗ Mạnh Bổng, Viện trưởng Viện kiểm sát nhân dân thành phố Việt Trì, tỉnh Phú Thọ được Chủ tịch nước Việt Nam tặng Huân chương Lao động hạng Ba.
Ngày 8 tháng 2 năm 2014, Đỗ Mạnh Bổng, Phó Viện trưởng Viện kiểm sát nhân dân tỉnh Phú Thọ là một trong 15 người được Chủ tịch nước Trương Tấn Sang trao quyết định bổ nhiệm chức danh Kiểm sát viên Viện kiểm sát nhân dân tối cao tại Phủ Chủ tịch. Quyết định kí ngày 17 tháng 1 năm 2014.
Ngày 3 tháng 3 năm 2014, Đỗ Mạnh Bổng, Kiểm sát viên Viện kiểm sát nhân dân tối cao, Phó Viện trưởng Viện kiểm sát nhân dân tỉnh Phú Thọ được trao Quyết định 36,37/QĐ-VKSTC-V9 ngày 28/2/2014 của Viện trưởng Viện kiểm sát nhân dân tối cao Việt Nam điều động và bổ nhiệm giữ chức vụ Phó Vụ trưởng Vụ Thực hành quyền công tố và kiểm tra án hình sự về Kinh tế - chức vụ (Vụ 1) Viện kiểm sát nhân dân tối cao.
Ngày 1 tháng 10 năm 2018, Đỗ Mạnh Bổng, Kiểm sát viên cao cấp, Phó Vụ trưởng Vụ thực hành quyền công tố và kiểm sát điều tra án kinh tế (Vụ 3) VKSNDTC được trao Quyết định số 28/QĐ-VKSTC ngày 27/9/2018 của Viện trưởng VKSNDTC bổ nhiệm giữ chức vụ Vụ trưởng Vụ thực hành quyền công tố và kiểm sát điều tra án kinh tế (Vụ 3) VKSNDTC.
Từ ngày 1 tháng 7 năm 2019, Viện trưởng Viện kiểm sát nhân dân tối cao Việt Nam Lê Minh Trí điều động và bổ nhiệm Đỗ Mạnh Bổng giữ chức vụ Viện trưởng Viện kiểm sát nhân dân Thành phố Hồ Chí Minh thời hạn 5 năm thay ông Dương Ngọc Hải.